# Gustavo Acosta
Gustavo Jorge Acosta (* 22. November 1965 in Mar del Plata; † 4. April 2024 in Buenos Aires) war ein argentinischer Fußballspieler. Er war Mittelfeldspieler und vor allem in spanischsprachigen Ländern aktiv.

## Laufbahn
Der 1965 geborene Gustavo Acosta begann seine Karriere bei Ferro Carril Oeste, bei denen er neun Jahre lang spielte und zwei Mal die argentinische Meisterschaft gewann. 1991 wechselte er zum deutschen Zweitligisten FC St. Pauli, bei dem er in der folgenden Saison 1991/92 16 Spiele mit drei Toren bestritt. Danach wechselte er zum SV Lurup.
In den späteren 1990ern spielte Acosta zudem in Spanien beim Zweitligisten UE Lleida und beim Drittligisten FC Cádiz. Er beendete seine Karriere 1998 beim kolumbianischen Verein Independiente Medellín.

## Erfolge
- Argentinischer Meister 1982, 1984 (jeweils mit Ferro Carril Oeste)